# Mitsubishi ML-F48
Mitsubishi ML-F48 (ML-F48 / ML-F80) је био кућни рачунар фирме Mitsubishi који је почео да се производи у Јапану од 1983. године.
Користио је Z80A као микропроцесор. RAM меморија рачунара је имала капацитет од 32 KB (ML-F48), 64 KB (ML-F80). 
Као оперативни систем кориштен је MSX DOS.

## Детаљни подаци
Детаљнији подаци о рачунару ML-F48 су дати у табели испод.
|                       |                                                            |
| [ 1 ]                 |                                                            |
| Произвођач            |                                                            |
| Тип                   | кућни рачунар                                              |
| Меморија              | 32 (ML-F48), 64 (ML-F80)                                   |
| Поријекло             | Јапан                                                      |
| Година                | 1983                                                       |
| Тастатура             | QWERTY, механичка тастатура                                |
| Процесор              |                                                            |
| Фреквенција процесора | 3,6                                                        |
| RAM                   | 32 (ML-F48), 64 (ML-F80)                                   |
| ROM                   | 32                                                         |
| Текст                 | мод 0 : 40 x 24                                            |
| Графика               | мод 2 : 256 x 192 са 16 боја (Hires мод)                   |
| Боја                  | 16                                                         |
| Звук                  | General Instruments AY-3-8910 Programmable Sound Generator |
| Димензије             | непознато                                                  |
| Портови               |                                                            |
| Оперативни систем     |                                                            |